# 中村力
中村 力（なかむら りき、1962年1月19日 - ）は、日本の政治家。衆議院議員（1期）を務めた。株式会社ドリームマックス岩手（家庭用水素水供給装置製造）代表取締役。

## 略歴
実父は東日本ハウス（現・日本ハウスホールディングス）創業者で青年自由党代表の中村功（2017年現在ドリームマックス株式会社代表取締役）。
東京大学法学部を卒業し、郵政省に1986年から1989年まで勤務。
1990年、第39回総選挙に旧岩手1区から出馬し落選。1993年、第40回総選挙に再び無所属で出馬し初当選。衆議院の院内会派である「自由民主党・自由国民会議→自由民主党・自由連合」に参加。1996年、第41回総選挙に岩手1区から無所属で出馬するが落選。1998年、第18回参院選に岩手県選挙区から自民党と父の中村功（東日本ハウス創業者）が党首を務める青年自由党の推薦の無所属で出馬したが、椎名素夫に敗れ落選。2000年、第42回総選挙で岩手3区で無所属で出馬するが落選。2003年、第43回総選挙で比例東北ブロックで自民党から出馬するが落選。
2010年3月にみんなの党に入党。2011年、みんなの党の推薦で岩手県知事選挙への出馬を表明したが、その後立候補見送り。同年9月、知事選と同日投開票の岩手県議会議員選挙（盛岡市選挙区・定数10）に無所属で立候補するも、16名中13位で落選した。
2023年2月、同年秋投開票の岩手県議会議員選挙（盛岡市選挙区・定数10）に日本維新の会公認で立候補すると表明。9月3日の投開票の結果、7,064票を獲得したが次点に終わった（14名中11位）。
2024年2月24日岩手県警盛岡東署は中村を傷害容疑で緊急逮捕した。同日午前9時頃、盛岡市内の雑居ビル内で、面識のない30代女性を殴るなどして擦り傷を負わせた疑い。3月15日、盛岡地検は中村を処分保留で釈放した。盛岡地検は同月28日付で不起訴処分とした。